# Pedro Antonio Pimentel
Pedro Antonio Pimentel y  Chamorro, (Lozano, Monte Cristi, 1830 - Quartier-Morin, 1874) was president van de Dominicaanse Republiek.
Gregorio Luperón beschreef hem als "onhandelbaar, lui in het kabinet, maar gedurfd en vooruitziend in het herstel van de oorlog voor restauratie van de onafhankelijkheid".

## Politieke en militaire loopbaan
Zijn militaire en politieke aspiraties waren altijd gekoppeld aan de onafhankelijkheidsbewegingen.
Tijdens de eerste opstand tegen de  Spaanse bezetting, werd hij in Guayubín gearresteerd. Na te zijn ontsnapt zocht hij toevlucht in Haïti en werkte daar samen met andere patriotten.
Terug in de Republiek slaagde hij erin om de Spaanse troepen in de Cibao te stoppen en werd in februari 1863 civiel en militair gouverneur van  Santiago.
Tijdens de oorlog voor de restauratie in 1865 was hij Jeffe Operations (minister van defensie) in het noordwesten.
De Nationale Conventie (het Triumviraat) begon haar werkzaamheden op 27 februari 1865. 
Door zijn actieve bijdragen aan de omverwerping van regeringen van José Antonio Salcedo en Gaspar Polanco en na de korte ambtstermijn van Filomeno de Rojas, werd besloten om hem als waarnemend minister-president te benoemen en werd daarmee de eerste president van de Tweede Dominicaanse Republiek. 
Vanuit deze positie benoemde hij een commissie om het verdrag van verwaarlozing van de Spaanse autoriteiten in het land te ontwerpen. De overeenkomst is geratificeerd op 06 juni 1865. Hij was echter tegen een deel van de tekst, omdat hierin een schadevergoeding aan de Spaanse regering werd overwogen. 
De publieke opinie en de politieke klasse verloren het vertrouwen in de president en na vier maanden moest hij op 4 augustus het presidentschap verlaten ten gunste van José María Cabral, die regeerde tot 15 november 1865.
Cabral werd afgezet en Pedro Guillermo (President van de Provisionele regering) nam het op 15 november 1865 over en Pimentel werd benoemd tot minister van Oorlog en Marine. 
Na een maand, op 8 december, kwam Buenaventura Báez aan de macht en Pimentel kreeg de portefeuille van Binnenlandse Zaken en Politie. 
Op 29 mei 1866 greep het Triumviraat in, dat bestond uit Pimentel, Luperon en Garcia. Het driemanschap, verantwoordelijk voor de terugkeer naar een vrije Republiek, herstelde de orde en 22 augustus installeerden zij de regering van José María Cabral.
Deze werd op 31 januari 1868 door Manuel Altagracia Cáceres afgezet. Hierna nam een Generaal-junta het over van 13 februari tot 2 mei 1868 en installeerde Buenaventura Báez als president. 
In de volgende zes jaar vocht Pimentel tegen de annexatie plannen van de regering Baez, waardoor hij werd verbannen en naar Haïti vertrok.

## Einde
Ziek en berooid  stierf Pimentel in Quartier-Morin, Haïti, op 6 juni 1874.